# Camp du Ban-Saint-Jean

Le camp du Ban-Saint-Jean est un ancien camp militaire situé entre Denting, Coume, Niedervisse et Momerstroff près de Boulay-Moselle dans le département de la Moselle.

## Historique
Le camp du Ban-Saint-Jean fut construit dans les années 1930 pour loger les troupes du 146e RIF, chargé de la défense des ouvrages de la ligne Maginot voisine.
Il a été utilisé lors de la Seconde Guerre mondiale par les Allemands comme camp de prisonniers de guerre (Stalag XII-F) soviétiques. 2 879 corps placés dans des charniers ont été exhumés et reposent désormais dans le cimetière militaire soviétique de Noyers-Saint-Martin dans l'Oise.